# En el balcón. Las españolas Leonora y Ampara
En el balcón. Las españolas Leonora y Ampara (en ruso: У балкона. Испанки Леонора и Ампара, romanizado: U balkóna. Ispánki Leonóra i Ampára) es un cuadro del artista ruso Konstantín Korovin (1861–1939), realizado en 1888–1889. Forma parte de la colección de la Galería Tretiakov en Moscú, Rusia. Las dimensiones del cuadro son 62 × 39 cm. También se utilizan títulos más cortos para este cuadro, como «En el balcón» o «Las españolas».

## Descripción
Dos chicas jóvenes aparecen sobre una alfombra, cerca de una ventana que da a un balcón. Están apoyadas la una en la otra, formando la parte central de la composición. Están fascinadas por algo que ocurre en la calle y miran a través de los postigos de la ventana del balcón. El pintor prestó gran atención al juego de matices cromáticos producido por la luz que entra por los postigos. Con ligeras pinceladas de estilo impresionista, confiere al conjunto un carácter decorativo característico del Modernismo. 

## Historia
El lienzo pertenece a la primera época de la creatividad. En aquella época, Korovin gozaba de un favor especial por parte del empresario y mecenas Savva Mámontov, que a menudo llevaba al popular artista y famoso mayor con él en viajes a Rusia y Europa. El inicio de la escritura de esta obra se remonta a 1888, época de sus viajes primero a Italia, donde Korovin conoció Roma, Florencia y Milán, y después a España, donde visitó Valencia, Madrid y Barcelona. 
El cuadro fue concebido y probablemente comenzado en 1888 en Valencia, durante el viaje de Korovin a España, y terminado en Moscú en 1889. Según los recuerdos del pintor, en Valencia pidió al portero del hotel que le buscara una modelo española. Poco después, el portero llevó a la habitación a las dos muchachas, Ampara y Leonora. Korovin les pidió que se pusieran junto a la ventana y empezó a pintar sus retratos, o al menos a hacer bocetos. Las chicas se negaron a que Korovin les pagara tal y como las había presentado. Así que Korovin las llevó a las tiendas y bazares de la ciudad y les pagó los zapatos y pañuelos de seda china que querían. 
El cuadro se presentó en la 17.ª exposición de Peredvízhniki de 1889. Fue la primera exposición de este tipo en Korovin. El cuadro fue enviado a la exposición por el círculo de Vasili Polénov, y 13 de los 16 miembros del jurado del círculo votaron a favor de su participación en la exposición de pintores ambulantes.
En 1900, el cuadro fue una de las obras rusas en la Exposición Universal de París de 1900 y recibió una medalla de oro, en la que también participaron otros pintores de renombre como Víktor Vasnetsov, Isaak Levitán, Vasili Polénov y Konstantín Makovski. Vasili Polenov escribió una carta a Mark Antokolski el 31 de agosto de 1900:

«Estoy muy contento de que nuestros jóvenes pintores hayan ganado premios en París en la exposición de 1900, especialmente mis dos pintores favoritos entre ellos: Valentin Serov y Konstantín Korovin».
en ruso: «Очень меня порадовало, что наша молодёжь получила награды на Парижской выставке; особенно я был доволен за моих двух любимых художников — за Серова и Костю Коровина».

## Reseñas
Naturalmente, este éxito contribuyó a la fama europea y mundial del artista. El cuadro fue comprado al artista por el mecenas y empresario Savva Mámontov.
El cuadro Au Balcon también se presentó en la exposición «Constantin Korovin. Pintura. Teatro. Con motivo del 150 aniversario de su nacimiento», que se celebra del 29 de marzo al 12 de agosto de 2012 en la sala de la Galería Tretiakov del Krymski val en Moscú. 
La historiadora del arte Raissa Vlássova escribe sobre Korovin:

«“Las Españolas” es un cuadro especialmente importante en la obra de Korovin porque define definitivamente su particular gama de colores. El color es la base de la expresión en el universo del pintor. La gama de colores de Korovin se basa en los tonos cálidos, y más tarde en los ocres. Esto es tan importante para definir la obra de Korovin como, por ejemplo, la claridad y pureza del Icono de la Trinidad de Andréi Rubliov o los colores topacio o violeta de la gama de Mijail Vrubel».
en ruso: «„Испанки“ особенно значительны в творчестве Коровина потому, что здесь окончательно определяется важная особенность цветового строя его живописи. А ведь цвет является основой для выражения мироощущения живописца. Колористический строй картины держится на тёплой, „согревающей“ её красочной гамме, на любимых им впоследствии охрах. Они столь же важны для определения сущности искусства Коровина, как, скажем, чистый, благородный голубец Андрея Рублёва или фиолетово-топазные тона взволнованных гамм Врубеля».